# Бројеви (ТВ серија)
Бројеви (енгл. Numbers) америчка је телевизијска серија коју су створили Николас Фалачи и Шерил Хјутон за CBS. Прати специјалног ФБИ агента Дона Епса (Роб Мороу) и његовог брата Чарлија Епса (Дејвид Крамхолц), професора математике на факултету и вундеркинда, који помаже Дону да реши злочине за ФБИ.

## Радња
Специјални ФБИ агент Дон Епс регрутира свог брата Чарлија, математичког генија, да му помогне са загонетним случајевима у Лос Анђелесу. Они преузимају најтеже случајеве и прате трагове сагледавајући их из потпуно нове перспективе, а помажу им и Донова партнерица Тери Лејн и нови агент Дејвид Синклер. Чарлијев пријатељ и колега др. Лари Флајнхарт радије би да се он врати својим универзитетским обвезама. Његов отац је, напротив, задовољан што види своје синове како раде заједно, али страхује да ће њихова такмичарска нарав постати проблем.

## Улоге
| Глумац          | Улога           |
| --------------- | --------------- |
| Роб Мороу       | Дон Епс         |
| Дејвид Крамхолц | Чарли Епс       |
| Џад Херш        | Алан Епс        |
| Алими Балард    | Дејвид Синклер  |
| Сабрина Лојд    | Тери Лејк       |
| Питер Макникол  | Лари Флајнхарт  |
| Нави Рават      | Амита Рамануџан |
| Дајана Фар      | Меган Ривс      |
| Дилан Бруно     | Колби Грејнџер  |
| Аја Сумика      | Лиз Ворнер      |
| Софија Браун    | Ники Бетанкорт  |

## Епизоде
| Сезона | Сезона | Епизоде | Епизоде | Оригинално емитовање | Оригинално емитовање |
| Сезона | Сезона | Епизоде | Епизоде | Премијера            | Финале               |
| ------ | ------ | ------- | ------- | -------------------- | -------------------- |
|        | 1.     | 13      | 13      | 23. јануар 2005.     | 13. мај 2005.        |
|        | 2.     | 24      | 24      | 23. септембар 2005.  | 19. мај 2006.        |
|        | 3.     | 24      | 24      | 22. септембар 2006.  | 18. мај 2007.        |
|        | 4.     | 18      | 18      | 28. септембар 2007.  | 16. мај 2008.        |
|        | 5.     | 23      | 23      | 3. октобар 2008.     | 15. мај 2009.        |
|        | 6.     | 16      | 16      | 25. септембар 2009.  | 12. март 2010.       |